# Cnaphalocrocis binalis
Cnaphalocrocis binalis is een vlinder (nachtvlinder) uit de familie van de grasmotten (Crambidae). De wetenschappelijke naam van deze soort is voor het eerst geldig gepubliceerd in 1852 door Philipp Christoph Zeller.
De soort komt voor in Malawi en Zuid-Afrika.